# Эниалий
Эниалий (микен. e-nu-wa-ri-jo, др.-греч. Ἐνυάλιος) — в микенскую эпоху самостоятельное греческое божество. В классической греческой мифологии эпитет Ареса.
В Спарте ему ночью приносили в жертву молодого щенка. В Спарте находилась деревянная статуя Эниалия, закованного в цепи.